# Дневник одного гения
Дневник одного гения (фр. Journal d'un genie) — мемуары Сальвадора Дали, изданные в 1964 году в Париже. Дневник охватывает жизнь автора с 1952 по 1963 год и является своеобразным памятником при жизни, который автор воздвиг сам себе.

## История создания
Сальвадор Дали много лет подряд говорил о том, что ведёт дневник и собирается издать его под названием «Моя потаённая жизнь», замышляя его как продолжение уже написанной им книги «Тайная жизнь Сальвадора Дали, написанная им самим». Однако позднее он отдал предпочтение названию «Дневник одного гения», так как это, по его мнению, наиболее полно отражало содержание книги и замысел. Такая надпись красовалась на школьной тетради Дали, в которой он впервые начал вести свой дневник.

## Содержание
Дали сам пишет в прологе, что его произведение — это первый дневник, написанный гением, и книга призвана доказать, что повседневность гения отличается от всего, что происходит с остальной частью рода человеческого, и совершенно не похожа на повседневность обычного человека. Он подробно описывает свою личную жизнь, отношения с окружающими его людьми, а также комментирует события, современником которых он был.
«Дали вперемешку швырнул туда свои муки художника, одержимого жаждой совершенства, свою любовь к жене, рассказы об удивительных встречах, идеи из области эстетики, морали, философии». — Мишель Деон

## Структура
Книга издана в форме дневника и каждая запись может представлять собой как короткую заметку, так и небольшой рассказ. При этом записи делались неравномерно, бывали периоды, когда автор писал каждый день, были и длинные перерывы. Сам Дали говорит, что он попросил издателя часть своих заметок не публиковать, так как демократические режимы пока не способны печатать те откровения, которые так свойственны ему, Дали.